# 罠

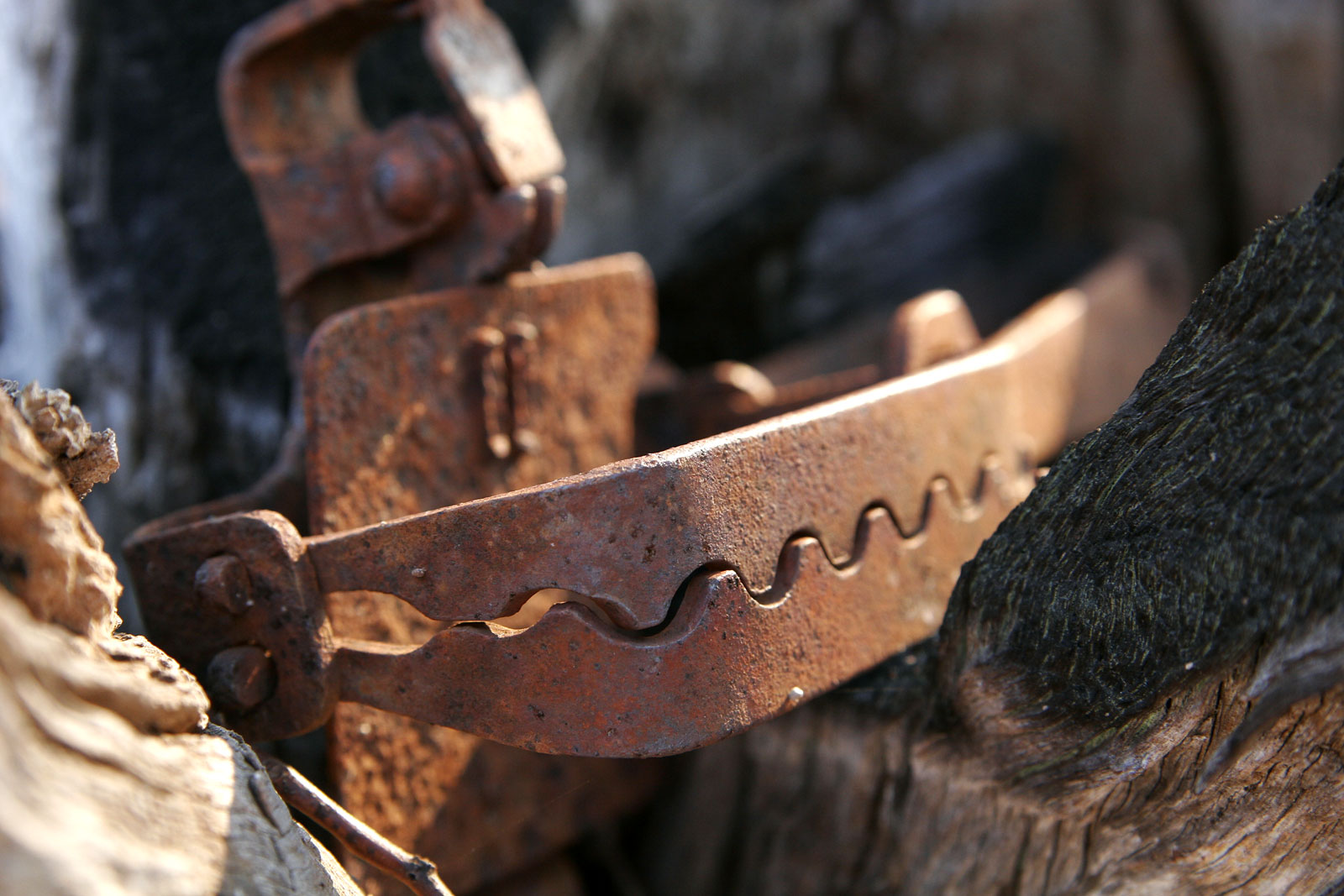
罠

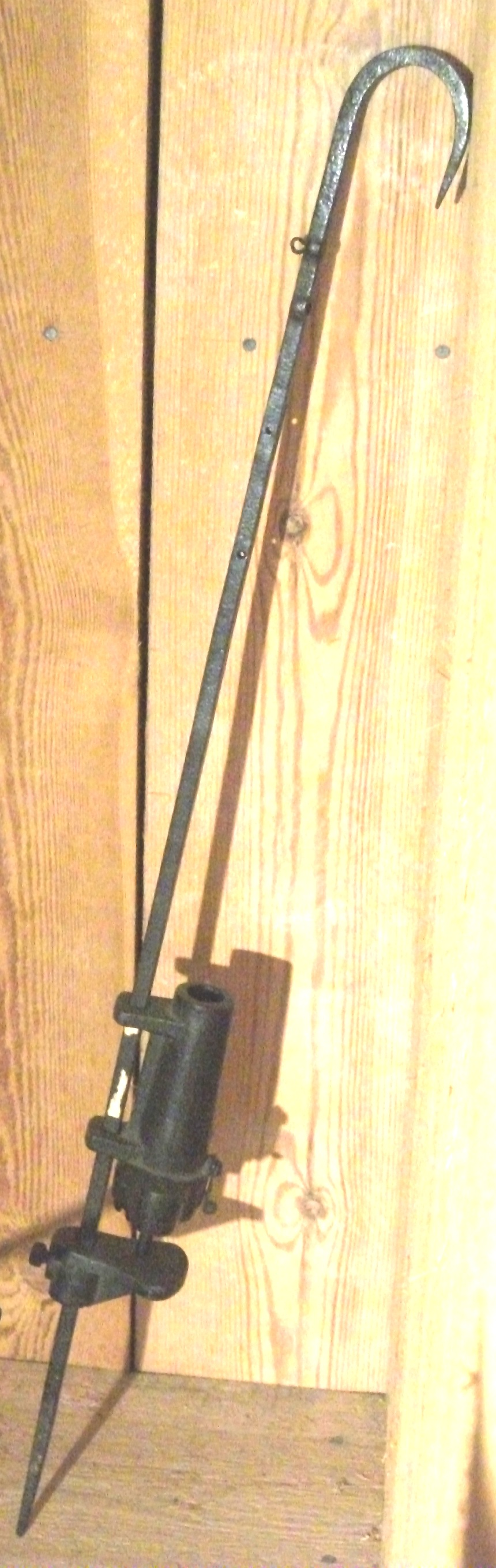
違法侵入・密猟者に使用されたスプリングガン、偽装を施し上に乗るか接触すると起爆する。多くの場所で設置保管が禁止された。

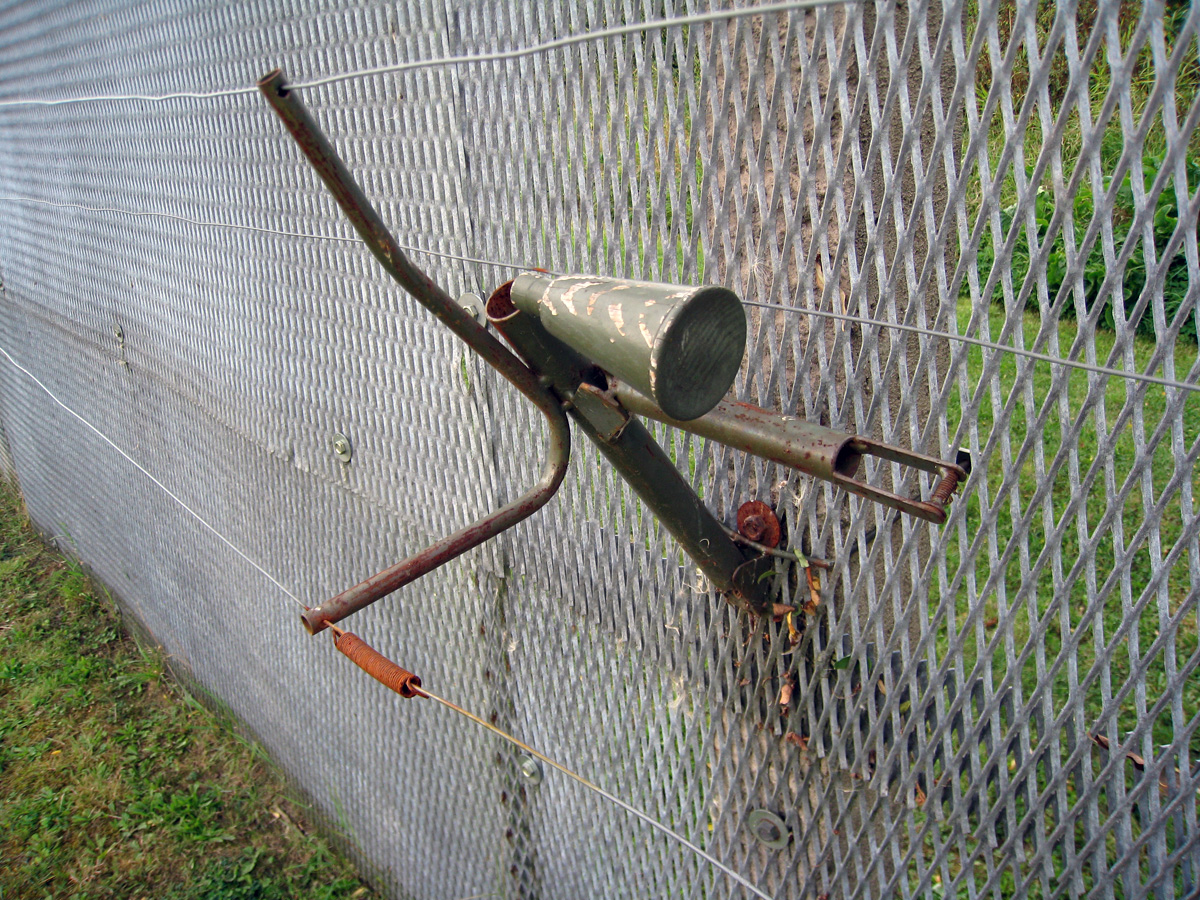
東ドイツの国境部で設置された指向性散弾発射地雷SM-70のレプリカ

罠（わな）またはトラップ（英語：trap）は、仕掛けられた側が知らず知らずのうちに被害を受けることを目的として、仕掛ける側が何らかの手段（社会的手段や物理的手段）を密かに講じることを指す。もしくは、講じた手段そのものを指す。
ここでは、動物を捕獲・拘束・殺害を目的とした道具や仕掛けを扱う。罠は無差別に動物をとらえ、手足の切断、長時間の苦痛などの問題があることから、多くの国が規制を設けている。

## 歴史
罠の歴史は古く、文明が発祥するより以前には既に落とし穴が狩猟に利用されていた。日本では、旧石器時代の落とし穴遺構が出土している。
『日本書紀』天武天皇4年（675年）3月10日条には、禁肉食令の一環として、檻・落とし穴・仕掛け槍を作ってはならぬという命令が出されている（「日本の獣肉食の歴史」も参照）。
また、魚介類を逃げられないように閉じ込める筌（うけ）なども漁業で使われた。
罠は対人にも使われた。古代エジプトの墳墓に盗掘者対策の落とし穴と見られる構造も残っている。日本神話に登場するヤマトタケルと草薙剣の話や、『三国志演義』において諸葛亮が得意とする火攻めなど、フィクションにおいても罠は度々登場している。
近代以降も、対人ではゲリラ戦、人間以外の動物に対しては狩猟や農業への獣害防止、害虫駆除、漁業等の目的で利用され続けている。

## 種類
- 落とし穴
- かすみ網
- ねずみ捕り
- 括り罠 - スネア。輪に動物の身体の一部が入ると締まって拘束する罠。
- 箱罠 - 箱の内部に仕掛けた餌を目的に入ってきた動物が箱の中に収まると扉が締まって拘束する罠。
- 箱落とし
- 囲い罠
- トラバサミ
- とりもち - 粘着剤
  - ハエ取り紙
  - ゴキブリホイホイ（アース製薬の商標）
- 誘蛾灯
- 蛸壺
- アマッポ - アイヌが使っていた自動式の弓矢
- 弶 - ネズミや鳥などを捕まえる弓の力を使用したトラップ[3]。中国でも同様の道具が使用される。
- ブービートラップ
- 捕鳥器（英語版）

## 現代日本における罠
現代の日本における狩猟でも罠は使われている。猟銃による射殺より良質なジビエ肉が採取できるとして評価されている。自由に使用できるわけではなく、鳥類や動物に対しての罠の使用は、鳥獣保護法による制限を受けることがある。
また、魚を対象とした罠が禁止または許可制となっている地域もある。

## ギャラリー

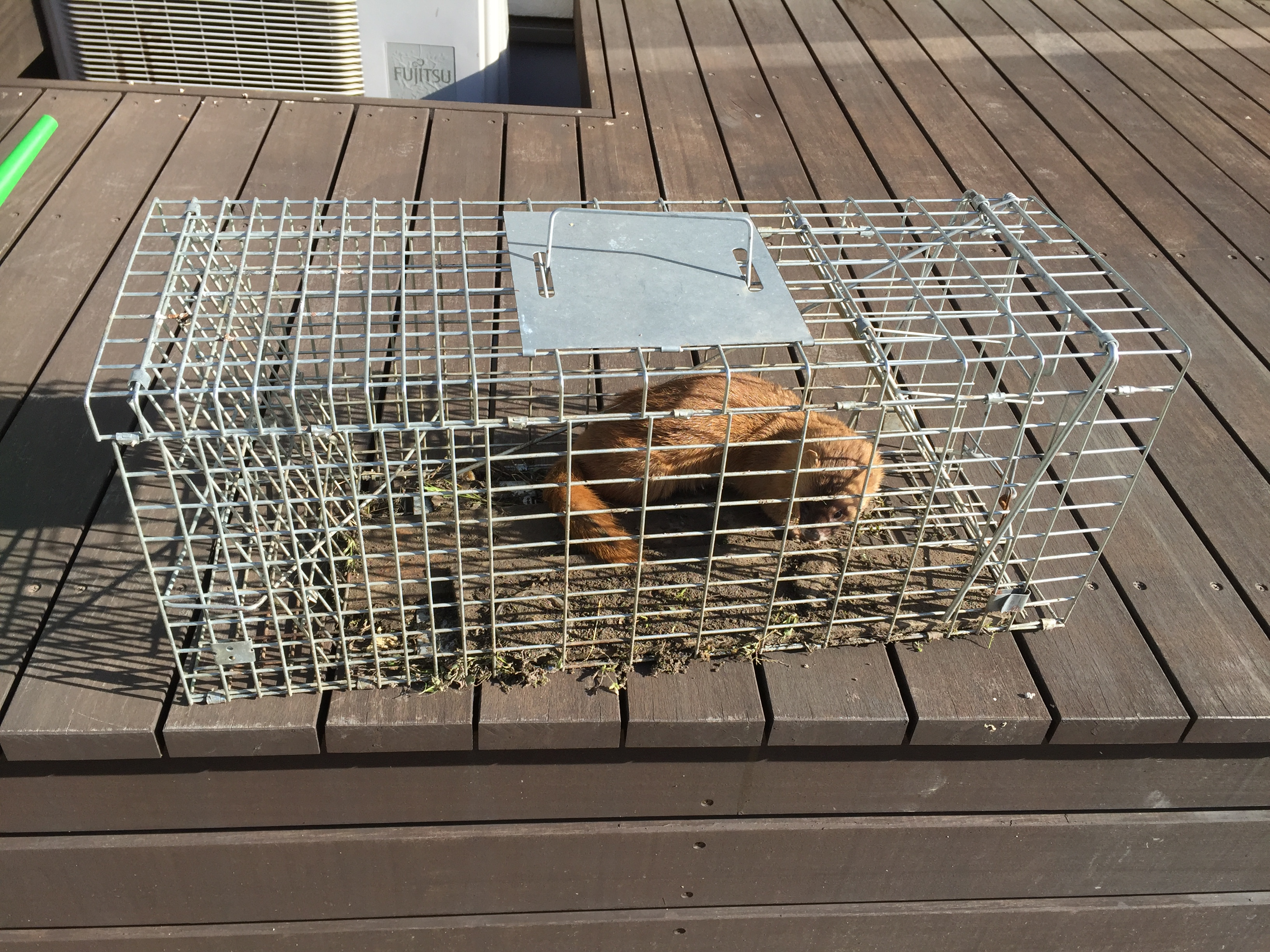
イタチを捕獲した箱罠
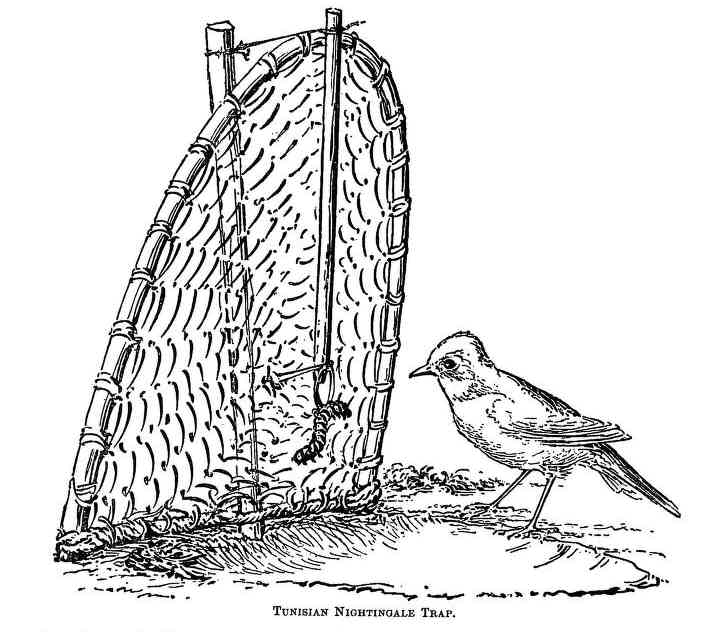
鳥を捕らえる古典的な罠
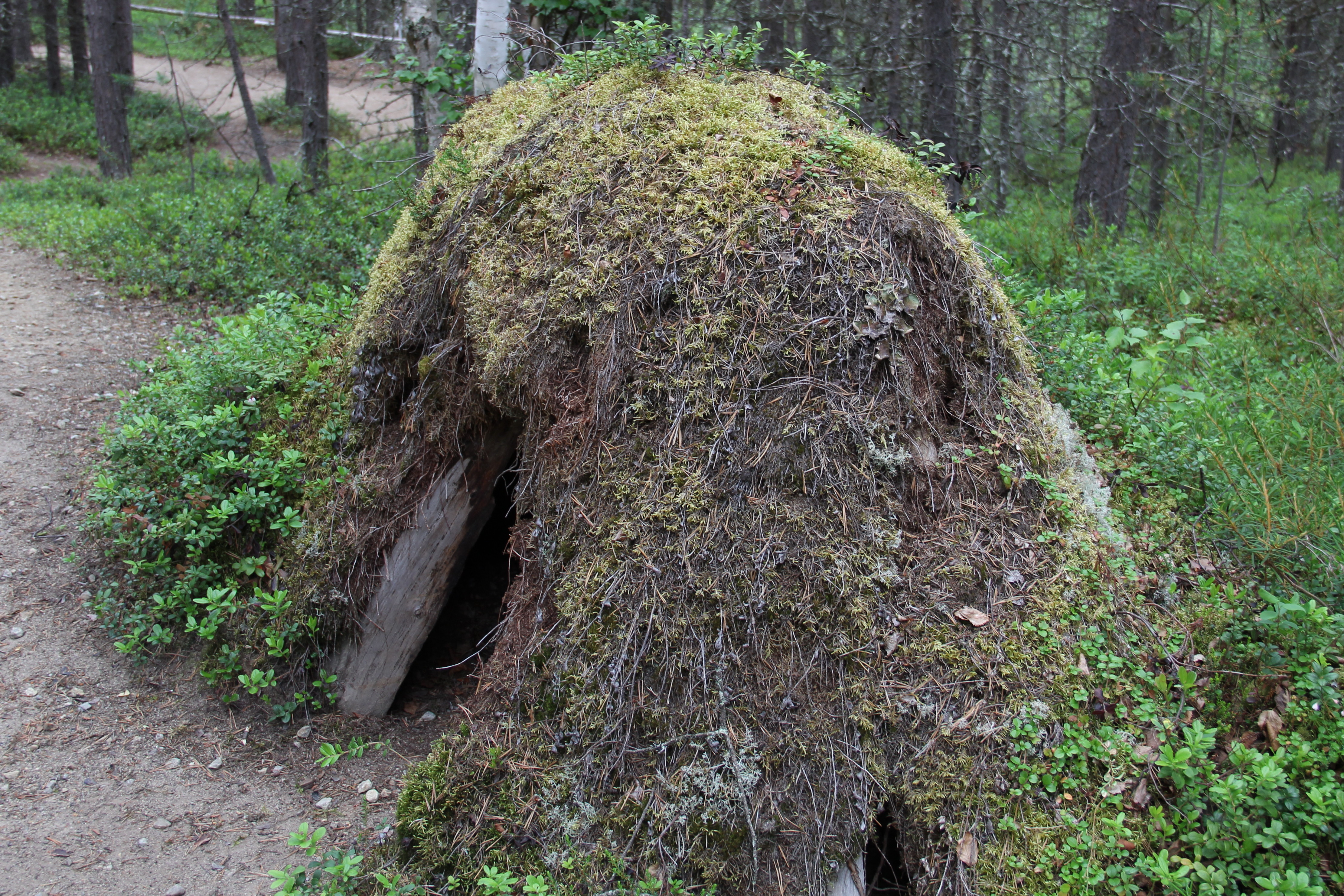
鳥を捕獲するためのCapercaillie trap（フィンランド）
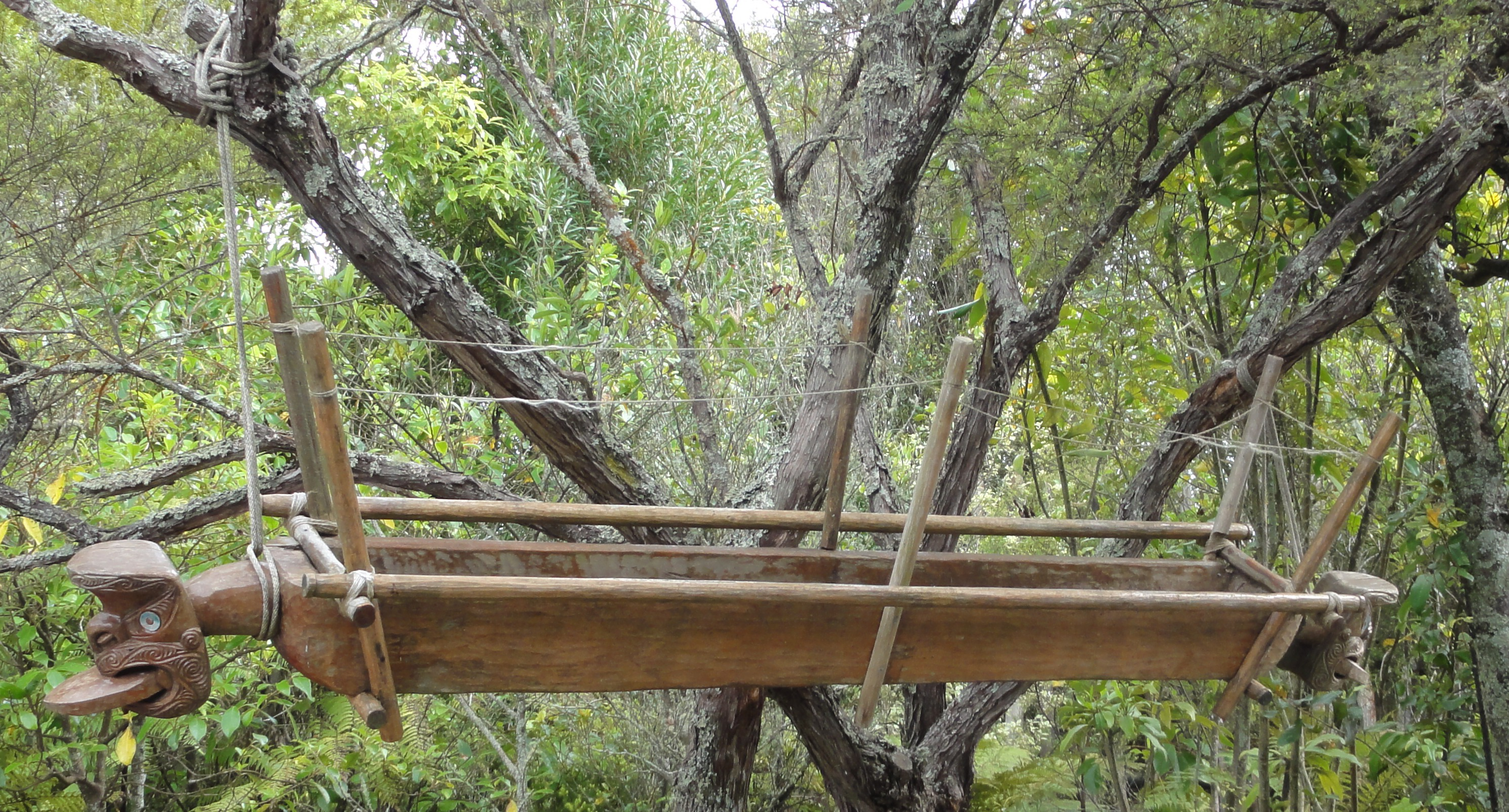
ニュージーランドバトを捕らえるための罠
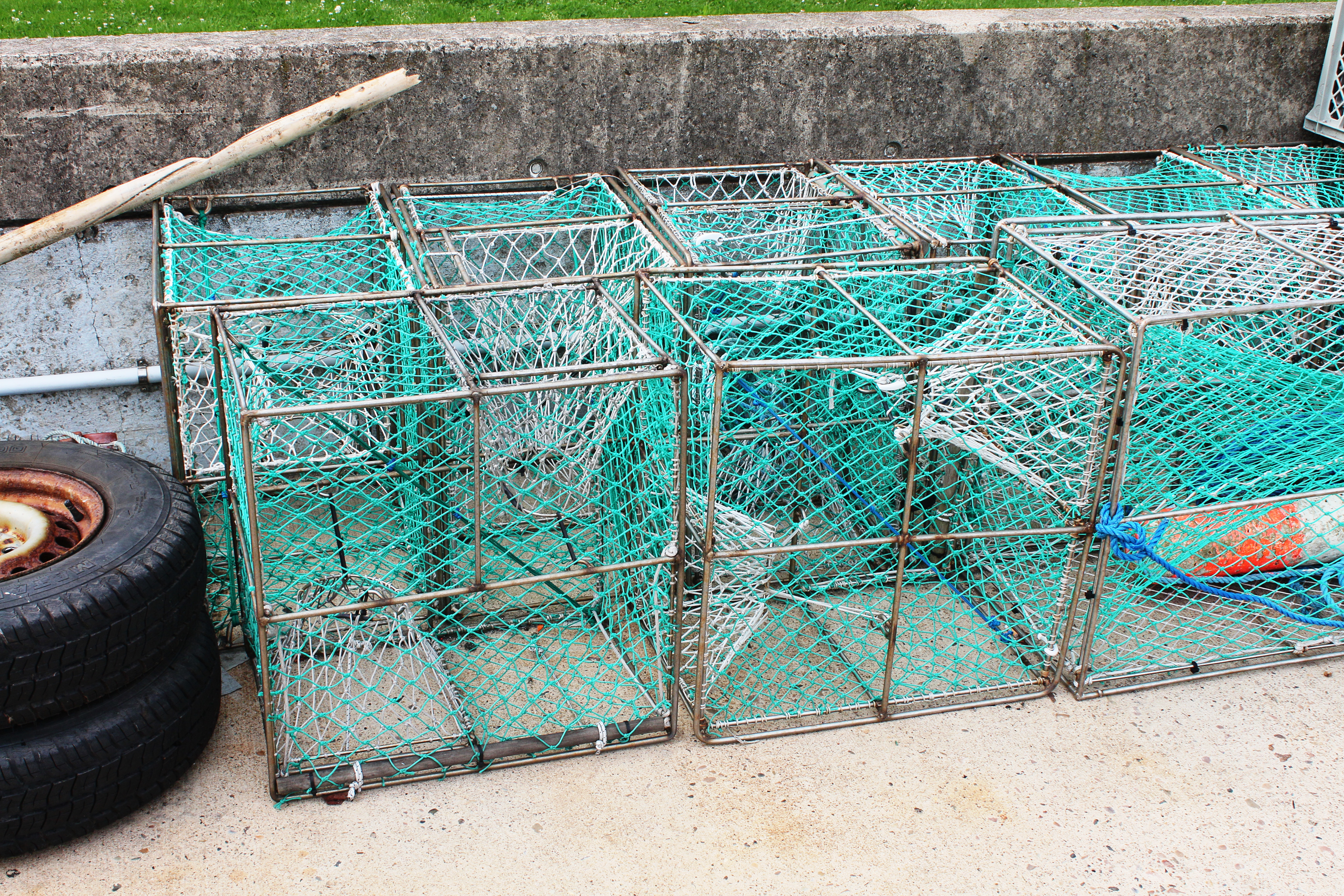
ロブスターを捕らえる罠
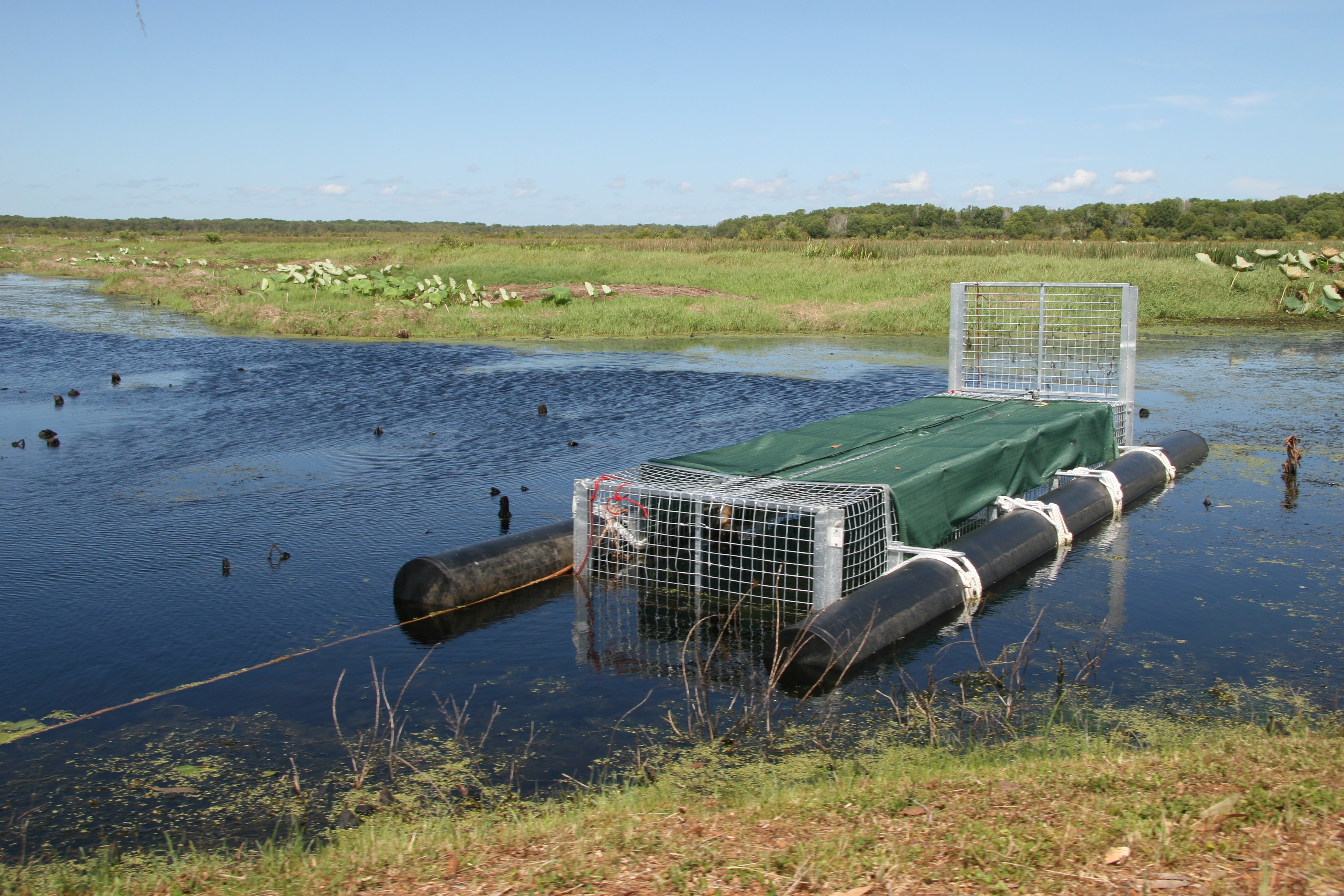
ワニを捕らえる箱罠
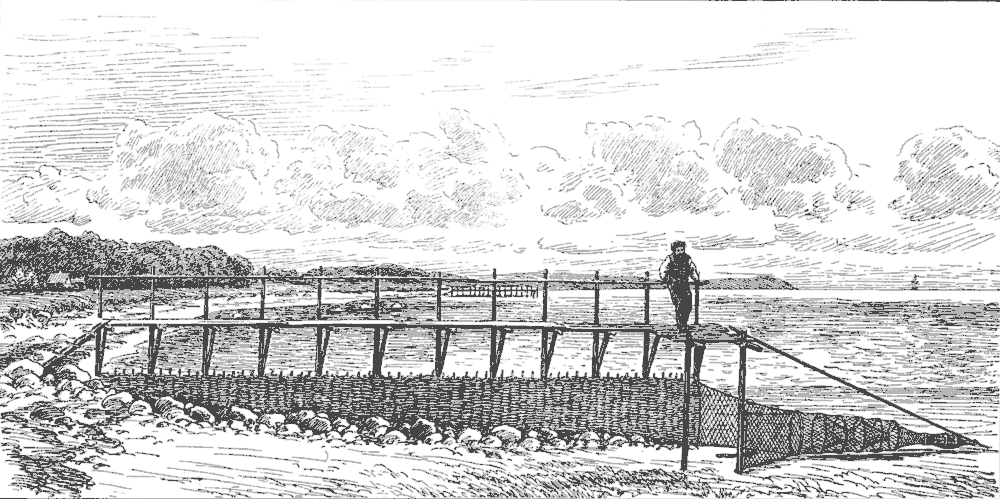
ウナギの罠
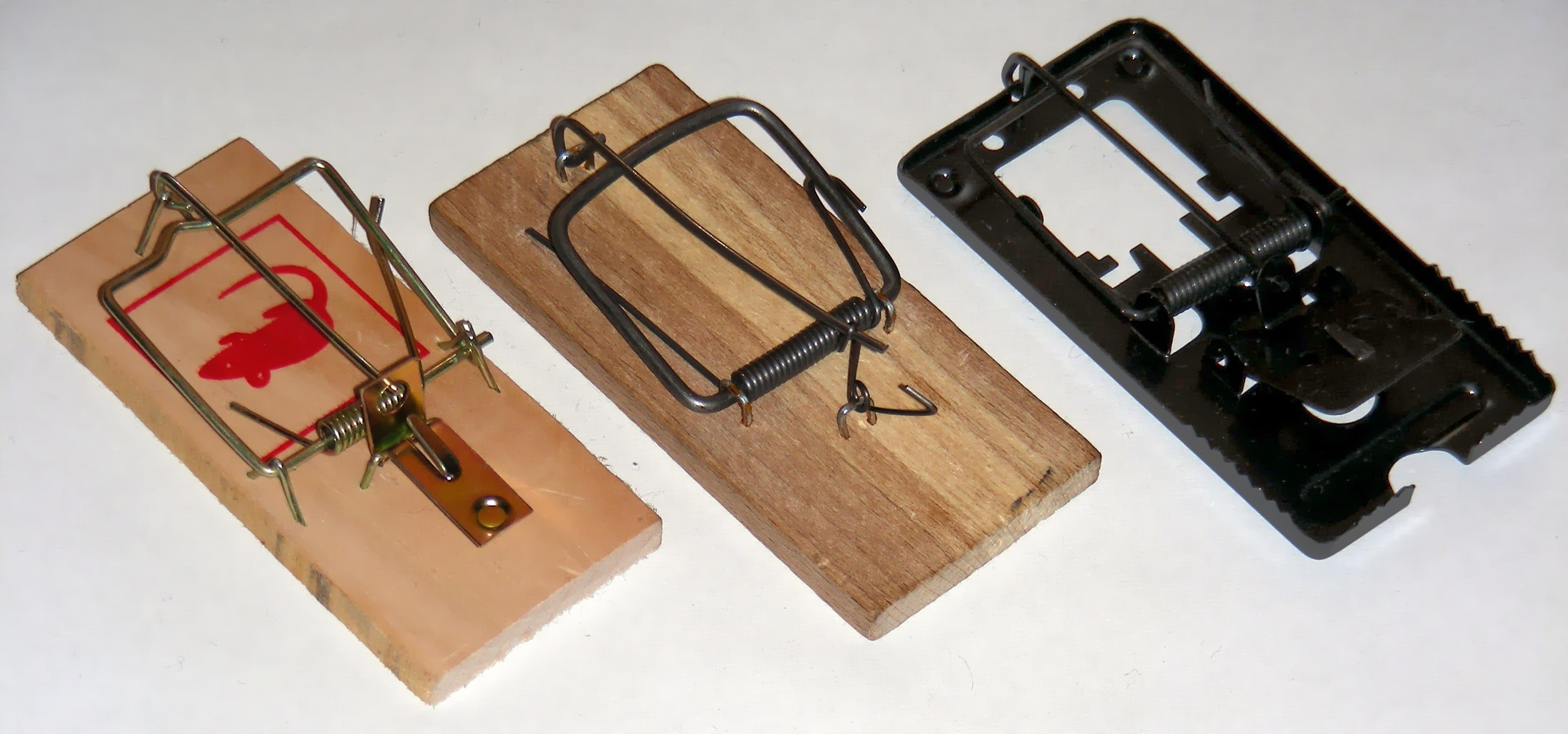
ネズミの罠（スプリング式）
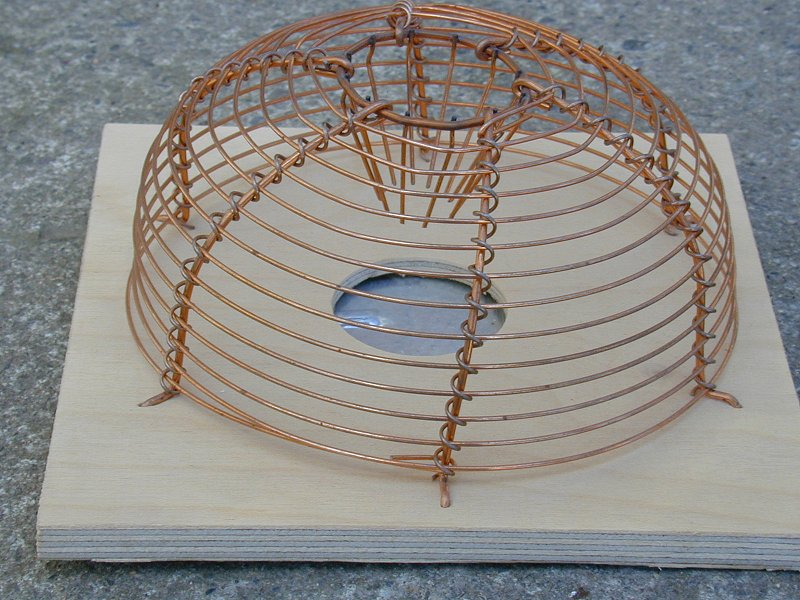
ネズミの罠（カゴ型）
- 落とし穴

## 比喩
物理的に動物や人間を捕える場合以外に、比喩として多用される。例えば、発展途上国の経済が発展して労賃が上がり、強みとしてきた低コストが失われる現象を「中所得国の罠」と呼ぶ。